# 西蒙·阿丁格拉
西蒙·科菲·阿丁格拉（法語：Simon Kofi Adingra；2002年1月1日—）是科特迪瓦足球運動員，現效力於英格兰足球超级联赛球隊桑德兰。他還是象牙海岸國家足球隊的一員。

## 榮譽
象牙海岸國家隊
- 非洲國家盃冠軍 : 2023

### 個人
- 非洲國家盃最佳年青球員 : 2023

## 外部連結
- worldfootball.net：西蒙·阿丁格拉之統計數據 （英文）